# پیشوا (اسقف)

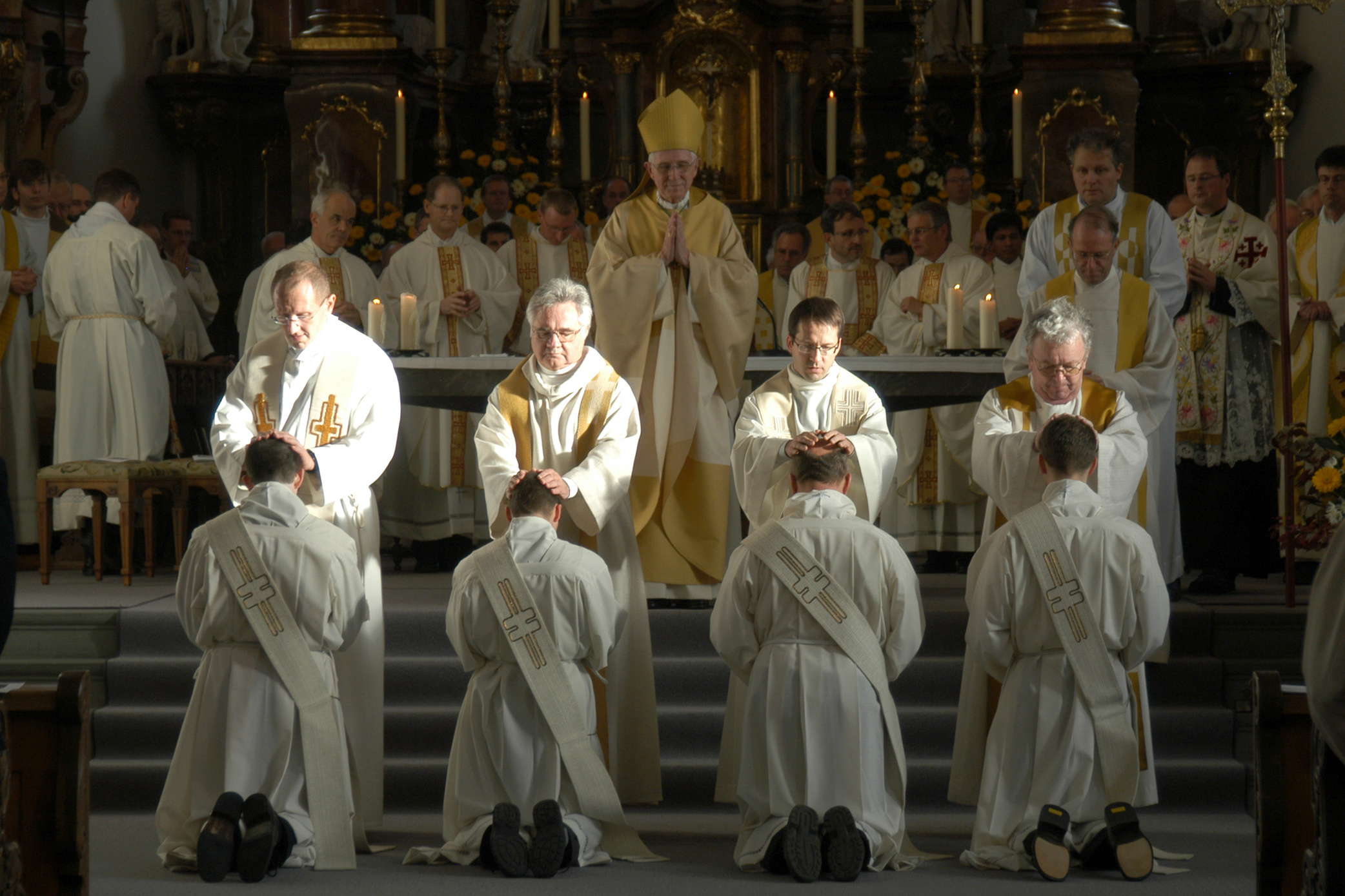
مراسم انتصاب کشیش در شویتس

پیشوا (انگلیسی: Primate) عنوان یا رتبه ای است که به برخی از اسقف اعظم مهم در برخی کلیساهای مسیحی اعطا می‌شود. بسته به سنت خاص، می‌تواند به مرجع قضایی (عنوان مقام) یا (معمولاً) تقدم تشریفاتی (عنوان افتخار) اشاره کند.